# Gadagalao
Gadagalao est une localité du Cameroun située dans l'arrondissement de Meri, le département du Diamaré et la région de l’Extrême-Nord.  Elle fait partie du canton de Doulek.

## Localisation
Le village Gadagalao est localisé à 10°48‘ et 14°11‘, sur la route allant de Méri à Doulek.

## Population
Lors du dernier recensement de 2005, on y a dénombré 498 habitants, soit 234 hommes (46,99%) pour 264 femmes (53,01 %). Cette population représente 0,57 % de la population de la commune de Méri estimée à 86 834 habitants. Elle est constituée majoritairement des Mofu.